# Marian Pachan

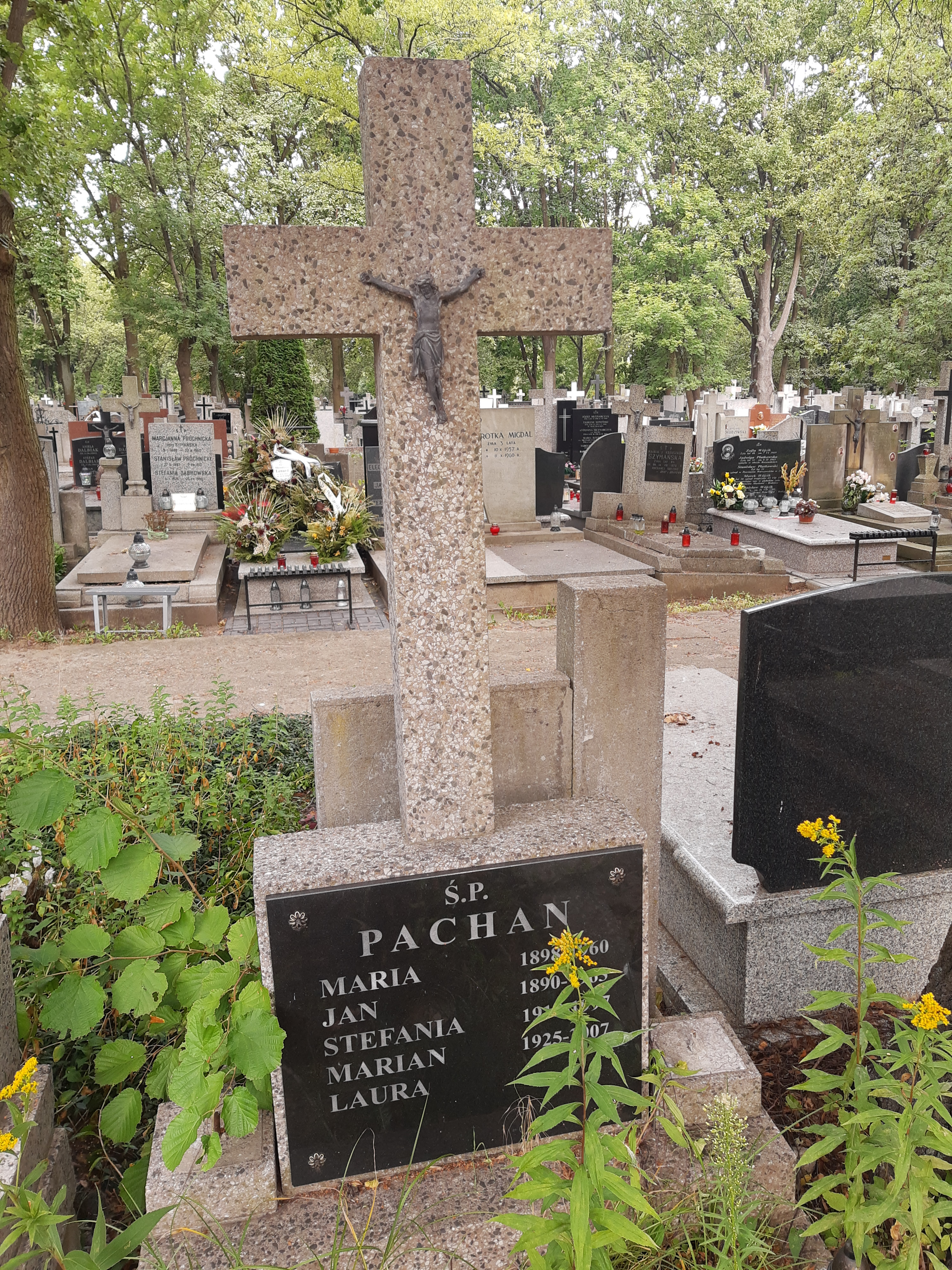
Grób prof. Mariana Pachana na cmentarzu Bródnowskim

Marian Pachan (ur. 1925, zm. 13 września 2007) – polski fizyk, pracownik Instytutu Badań Jądrowych/Instytutu Problemów Jądrowych, kierownik Zakładu Fizyki i Techniki Akceleracji Cząstek, pionier rozwoju techniki akceleratorowej w Polsce.

## Życiorys
W czasie II wojny światowej był żołnierzem AK. Za wkład w rozwój techniki akceleratorowej został wyróżniony  Nagrodą Państwową II stopnia, oraz Medalem im. Prof. Andrzeja Sołtana.
Pochowany 21 września na cmentarzu Bródnowskim w Warszawie (kwatera 14L-5-20).  

## Ordery i odznaczenia
- Krzyż Kawalerski Orderu Odrodzenia Polski
- Złoty Krzyż Zasługi